# Juanita Goebertus
Juanita María Goebertus Estrada (Bogotá, 20 de diciembre de 1983) es abogada y politóloga colombiana. Formó parte de la delegación del gobierno colombiano en el proceso de paz con la guerrilla FARC. Es experta en paz, seguridad, justicia transicional y postconflicto. Fue elegida representante a la Cámara por Bogotá de la Alianza Verde en las Elecciones Legislativas de Colombia de 2018. En agosto de 2022 llegó a la Dirección de Human Rights Watch para las Américas en reemplazo de José Miguel Vivanco.

## Biografía
Estudió Derecho en la Universidad de los Andes (2007) y Ciencia Política (2008) en la misma universidad. Gracias a una beca Fulbright en mayo de 2010 obtuvo su Maestría en Derecho en la Universidad de Harvard.

## Trayectoria laboral
Inició su vida laboral en la Fundación Ideas para la Paz como Asistente de Investigación en el Área de Conflicto y Negociaciones de Paz, entre los años 2005 y 2006. Allí llevó a cabo investigaciones académicas e informes de investigación sobre justicia transicional, mecanismos de verdad, justicia y reparación, y aplicación de la Ley de Justicia y Paz. 
En diciembre de 2006 fue llamada al Ministerio de Defensa como Asesora de Sergio Jaramillo, Viceministro para las Políticas y Asuntos Internacionales. Desde allí participó en el desarrollo de la Política de DDHH y DIH, el Manual de Derecho Operacional y las reglas de enfrentamiento para el uso de la fuerza. Sumado a esto, inició su vida como conferencista en temas de derechos humanos, Derecho Internacional Humanitario, justicia transicional, actividades de inteligencia y protección de minorías. Allí trabajó hasta junio de 2009.
En 2010, y hasta 2012, se desempeñó como asesora del Alto Asesor de Seguridad Nacional, en la Presidencia de la República. Desde allí coordinó el desarrollo de la Ley de inteligencia y participó en el diseño de la estrategia judicial de lucha contra las BACRIM. Así mismo, participó en la preparación del Consejo de Seguridad Nacional y en el seguimiento al cumplimiento de los compromisos que se fijan dentro del mismo.
En octubre de 2012 se convirtió en asesora de la Oficina del Alto Comisionado para la Paz y fue nombrada Coordinadora de Justicia Transicional. Desde allí lideró el desarrollo del Marco Jurídico para la Paz en el Congreso de la República y su defensa ante la Corte Constitucional. Además, lideró la producción de insumos para el desarrollo del Acuerdo del Sistema Integral de Verdad, Justicia Reparación y No Repetición, así como la reforma a la Ley de Justicia y Paz, y la Ley de Acuerdos por la Verdad. Entre 2014 y 2015 hizo parte de la delegación del Gobierno en la Mesa de Conversaciones en Cuba como asesora en temas de víctimas y justicia transicional bajo el liderazgo de Humberto de la Calle Lombana. Su trabajo en la Oficina del Alto Comisionado para la Paz terminó en agosto de 2016.
En septiembre de 2016 empezó a trabajar en el Instituto para las Transiciones Integrales (IFIT) dirigido por Mark Freeman. Allí se convirtió en Directora Adjunta y asesoró procesos de negociación política y transición en países como Venezuela, El Salvador, Gambia, Sri Lanka, Siria, Ucrania y Colombia. 
En marzo de 2018 fue elegida para la Cámara de Representantes, hasta el 19 de julio de 2022.

## Su paso por la Cámara de Representantes

### Seguimiento a la implementación del Acuerdo de Paz
Lideró la primera réplica de la oposición al Presidente Iván Duque sobre las objeciones a la ley de la JEP. Estas fueron derrotadas por el Congreso de Colombia. 
Como copresidenta de la Comisión de Paz de la Cámara de Representantes, lideró el seguimiento territorial a la implementación del Acuerdo de Paz con el proyecto #DelCapitolioAlTerrirorio. Realizó 34 visitas a 36 municipios PDET de las 16 subregiones que más han sufrido por el conflicto y la pobreza, en las que se reunieron con víctimas del conflicto armado, líderes PDET y PNIS, excombatientes, autoridades locales, Fuerzas Militares, entidades encargadas de la implementación y organizaciones de la sociedad civil. De estas visitas, además, se piblicaron 10 informes de seguimiento.

### Leyes
Por su paso por el Congreso, fue autora de 10 iniciativas que hoy son Leyes de Colombia: 
- Capacidad legal para personas con discpacidad:[14] para que tengan la posibilidad de realizar trámites jurídicos, ejerciendo sus derechos y contando con una serie de apoyos para quienes lo necesiten.
- Transporte escolar rural:[15] esta ley busca aportar soluciones concretas para transformar la realidad de niños, niñas y jóvenes que viven en zonas de conflicto y que no tienen medios de transporte seguros para llegar ir a estudiar.[16]
- Creación de la Región Metropolitana Bogotá-Cundinamarca: esta reforma constitucional y ley orgánica[17] busca beneficiar a sus habitantes en temas de movilidad, servicios públicos, seguridad ciudadana, desarrollo económico, seguridad alimentaria, así como la protección del medio ambiente y el ordenamiento territorial.[18]
- Pliegos tipo para contratación transparente:[19] con este proyecto, todas las entidades están obligadas a adoptar contratos tipo, es decir, con las mismas condiciones para las mismas obras en todo el país, para evitar los llamados contratos sastre.
- Licencia compartida de paternidad y maternidad:[20] Con esta iniciativa se busca una paternidad comprometida, garantizando la corresponsabilidad en la crianza de los hijos entre el padre y la madre; y reducir la brecha laboral que existe entre mujeres y hombres en Colombia.[21]
- Mujeres en prisión:[22] busca que mujeres cabeza de hogar, que hoy están privadas de la libertad por delitos menores, puedan sustituir esa sanción con un trabajo social y así poder estar cerca de sus hijos.
- Derechos de petición:[23] con esta Ley se normalizaron los tiempos de respuesta a los derechos de petición que se habían duplicado durante la pandemia.[24]
- Servicio Social PDET: Esta iniciativa surge como una manera de acercar a los estudiantes universitarios a la realidad de los municipios más afectados por la guerra y la pobreza y que desde allí aporten y aprendan para la construcción de paz.
- Gratuidad en productos de higiene menstrual para mujeres y personas menstruantes en cárceles.[25][26]

## Actividades académicas
- Marzo de 2016: Profesora de cátedra, Justicia Transicional, Maestría en Derecho Penal, Universidad EAFIT, Medellín.
- Agosto de 2011 – diciembre de 2012: Profesora de cátedra, Argumentación 1: Lógica y Retórica, Pregrado, Facultad de Derecho, Universidad de los Andes.
- Marzo de 2012 y abril de 2013: Profesora de cátedra, Derecho Internacional Humanitario, Maestría en Derecho Constitucional, Facultad de Derecho, Universidad de la Sabana.
- Septiembre de 2010 – agosto de 2011: Investigadora y editora del proyecto de Líneas jurisprudenciales en derecho penal para la Escuela Judicial Rodrigo Lara Bonilla, Profesor Diego Eduardo López Medina.
- Mayo – octubre de 2010: Asistente de investigación, Centro Hauser, Escuela JFK de Gobierno, Universidad de Harvard.
- Agosto de 2007 – mayo de 2008: Asistente de investigación para el proyecto Recursos, Región y Conflicto Armado, Departamento de Ciencia Política, Universidad de los Andes, Bogotá. Profesora Angelika Rettberg.

## Distinciones
- Medalla Militar General José Hilario López Valdés por la promoción y difusión de los derechos humanos y el derecho internacional humanitario. (2016)
- Premio “Dean’s Scholar”, Escuela de Derecho, Universidad de Harvard, Estados Unidos. (2010)
- Becaria Fulbright. (2009-2010)
- Condecorada con la Medalla Militar General José Hilario López Valdés por la promoción y difusión de los derechos humanos y el derecho internacional humanitario. (2008)